# 国民革命军第十四军
国民革命军第十四军在历史上先后5次组建。

## 赣军赖世璜部隊時代
原為北洋军阀江西陆军第四師，為賴世璜所指揮的核心武力，下轄第7旅（旅長吳建中）、第8旅（旅長謝杰），總兵力約4,000人。在民國十五年（1926）7月時熊式輝與賴世璜談判後賴決定歸順廣州國民政府，1926年8月被国民革命军总司令部改编为国民革命军独立第1师
- 师长賴世璜
- 党代表熊式辉
- 第1旅（吴建中）、第2旅（謝杰）
- 易簡團
- 陈国屏团
- 温大川团
- 劉士毅团

在会昌集中，兵分左右纵队直取信丰，攻克赣县。
1926年9月中，独立第1师擴編，改名國民革命軍第十四軍。由於國民革命軍建軍初期無旅級編制，因此師級建置實際規模即為旅級更名。
- 军长賴世璜
- 党代表熊式輝
- 第1师，师长吴建中
- 第2师，师长谢杰
- 暫編第1師，師長易簡

1926年9月20日，该军在赣县集中，以熊式辉指挥右翼队率第1、第2师各1部共3个团沿赣江右岸取吉水，赖世璜率两个团坐镇赣县，谢杰率两个团在雩都、瑞金对闽警戒。1926年10月初，第1师师长吴建中升任副军长，暫1師師長易簡继任第1師师长。在10月撫州臨川戰鬥時，10月20日攻抚州时，第1师师长易簡遭流彈擊斃阵亡，後追晉陸軍中將，第1師師長職務由黨代表熊式辉兼任，10月21日，十四軍與國民革命軍第二軍攻入撫州。1926年11月，该军协同友军攻克南昌。后进军闽北，協助國民革命軍第一軍对福建軍閥周荫人之作战。
1927年1月至3月，十四軍由福建建瓯经浙江进入杭州、无锡、江阴、武进等地。同年5月，由江阴渡长江北上到苏北、鲁南地区，参加攻占郯城、临沂等北伐作战。1927年8月，孙传芳军举兵反扑，该军由陇海路经宿迁、扬州返回江南。
民國十六年（1927）12月，白崇禧以“畏缩不前，屡扣军饷”为名，在上海逮捕了军长赖世璜并军法枪决，十四軍番號先被撤銷，後被新桂系給使用，下屬部隊則拆分，一部分投入新桂系麾下，不願意歸順新桂系的殘存部隊則被轉編給国民革命军第十三军，成為十三軍下屬之第1師。熊式輝轉任十三軍副軍長兼該軍所屬之第1師師長。

## 湘军第十三军改称的第2个第十四军
1928年2月，国民党军队统一编遣，湘军第十三军同白崇禧第十三军番号重复，该为第十四军。
- 军长陈嘉佑
- 第5师，师长成光耀
- 第38师改称第45师，李韞珩任师长
- 第39师改称第49师，岳森任师长
- 第8军第7师李云杰部拨该军为教导师。

1928年7月，中央军队进行编谴，第十四军缩编为第4集团军第7师。1929年初，第7师改称为第50师，归第二十二军建制。

## 西北军孙殿英部的第3个第十四军
1930年1月阎锡山将西北军孙魁元部编为第14军，军长孙魁元，辖第29师等。1930年3月，孙魁元随阎锡山起兵反蒋，被蒋介石免其军长职。

## 西北军曹福林部的第4个第十四军
1930年4月，蒋介石任命曹福林为第十四军军长。中原大战中，第十四军被编入韩复榘第3军团第3路军。

## 中央军的第5个第十四军
1931年9月组建，1932年6月正式成軍：
- 军长卫立煌
- 第10师，該師由國民革命軍第四十六軍（黃埔軍校留守部隊與地方部隊合組之部隊）與國民革命軍第十軍（王天培的貴州陸軍第二師縮編）所編併之部隊，下轄28、29、30旅、獨立旅，屬於中央軍系部隊，為衛立煌率領的核心武力，師長李默庵。
- 第83师，1931年10月由國民革命軍第10师独立旅、國民革命軍第52師第156旅合编组建，1936年按调整师编制进行整编。师长刘戡。

1933年至1935年，该军隶属赣粤闽湘鄂剿匪北路军，先后参加了对福建事变的國民革命軍第十九路軍武力镇压、对中央苏区红军第五次围剿战争、对鄂豫皖苏区红军第4次围剿等作战。1936年秋由福建北调安徽和河南。
1937年7月抗日战争爆发后，7月中旬十四军由河南安阳等地开河北涿州集中。1937年8月至9月参加了平汉路北段沿线作战。8月军长卫立煌升任第2集团军副总司令、前敌总司令，指挥第一战区第一总机动部队（辖第10、第83、第85师，另第二总机动部队为第八路军），经平西山地增援南口、怀来之汤恩伯部，与日军第6师团牛岛支队（以步兵第36旅团为基干）、第5师团骑兵第5联队、步兵第21联队、支那駐屯軍步兵第1联队第一大队等在千军台、髽髻山、马刨泉、镇边城等地鏖战20余日。9月13日下午，83师第498团团长曾憲邦在髽髻山战斗中戰死，後追晉陸軍少將。1937年10月卫立煌升任第14集团军总司令后该军为：
- 军长李默庵（第10师师长升任）
- 副军长王劲修
- 代理参谋长 符昭骞
- 第10师，师长彭杰如 副师长陈牧农 参谋长田西原/刘嘉树
  - 第28旅旅长陈牧农/刘明夏
    - 第56团团长张世光
    - 第57团团长刘明夏/魏人鉴（负伤）/刘明夏（代理）：该团前身为总理卫队。

  - 第30旅旅长谷乐军
    - 第58团团长刘建修
    - 第59团团长王聲溢（重伤），中校团附、代理团长龙云骧
- 第83师，师长刘戡 参谋长魏巍
  - 第247旅旅长凌光亚
    - 第493团团长李纪云
    - 第494团团长李奇亨

  - 第249旅旅长余锦源
    - 第497团团长梅展翼
    - 第498团团长谢政
- 第85师(第14集团军直辖，配属该军。1931年12月由新编第10师（最早的前身为贵州陆军第1团）改称，1935年10月由黔籍黄埔军校一期生陳鐵任师长，1937年6月按调整师编制进行整编) 师长陈铁 副师长陈武 参谋长谭本良
  - 第253旅旅长陈鸿远
    - 第505团团长谷熹
    - 第506团团长糜藕池

  - 第255旅旅长郝家骏
    - 第509团沈向奎
    - 第510团团长石鸣珂 中校团附、代理团长刘眉生（牺牲）

10月奉命由石家庄地区开晋北，参加太原会战，担负忻口左翼地区作战任务。战后开晋南整补。1938年2月，参加反攻太原，第10师第30旅奉命在霍口村附近掩护军主力占领阵地，旅长刘嘉树“身先士卒，负伤不退，激战终日，达成任务”获颁青天白日勋章。1938年3月，第83师调隶第九十三军，第83师师长刘戡升任第93军军长，第85师副师长陈武升任第83师师长，第14集团军直辖第85师(师长陈铁)转隶该军。
1938年4月参加晋东南反九路围攻。5月，参加晋南三角地带反攻作战。6月李默庵升任第33军团（辖第十四军、第九十三军）军团长，陈铁升任第十四军军长，陈鸿远升任第85师师长。7月，第85师参加蒲掌、南羊圈战斗，重创日军第108师团中野支队。8月，第10师取得沁水东邬岭大捷
1939年1月军第10师奉命与第九十三军第83师对调建制关系。隶属第14集团军。该军列入第一期军委会直辖整训部队，按民国二十七年军师编制进行整编。全军编制28009人。军直属部队编制602人。军属野战补充团编制1966人。 
- 军长陈铁
- 副军长王劲修、彭杰如
- 第83师，陈武任师长。建制部队编制9216人，战增部队编制1898人，野补团编制1966人，共13080人。有步枪2707支，轻机枪232挺，重机枪64挺，迫击炮22门，均超出配赋标准。
- 第85师，陈鸿远任师长。建制部队编制8694人，战增部队编制1701人，野补团编制1966人，共12361人。有步枪3024支，轻机枪221挺，重机枪59挺，迫击炮21门，均超出配赋标准。

1939年2月，第83师师长陈武因在平西髽髻山及忻口会战之役“战绩极优”、“在晋东南沁源和川侯马马家山垣曲東邱普庙及侯马蒙城镇阻敌南援邵原距敌西犯之役尤著功绩”获颁四等宝鼎勋章。7月，参加第二战区夏季攻势，会同第九十三军等部在晋东阳城、翼城等地歼日军第20师团1800余人。8月，第83师第247旅旅长李纪云因在“沁源和川曲沃侯马南北**奇勋迭建”获颁华胄荣誉奖章，第249旅旅长沈向奎因“宛平挫敌锋，忻县忻口运筹决胜勋劳卓著” 获颁华胄荣誉奖章，第85师副师长符昭骞因“霍县南关闻喜颇有斩获，南羊圈屡挫敌”获颁光华甲种一等奖章，第253旅旅长糜藕池因“攻占侯马垤上指挥适当，蒲掌先夺要点作战有利”获颁干城甲种一等奖章，第255旅旅长谷熹因在“岭子上受优势之敌围攻不退*掩护全师转进” 获颁华胄荣誉奖章。第505团3营营长杨之鹏、第510团1营营长刘松三因在蒲掌之役作战有功获颁陆海空军甲种二等奖章，第505团连长孙公达、排长潘忠，第506团连长杨天麟、郑成荫、排长罗海清、林树清因在侯马、蒲掌之役作战有功获颁陆海空军乙种一等奖章。
参加了1939年冬季攻势作战等。1940年1月，陈鸿远升任第14军副军长，谷熹升任第85师师长。1940年5月，朱怀冰第九十七军在进攻八路军的作战中被八路军歼灭大部后，其残部编成第94师(刘明夏任师长)列人第十四军建制序列。5月-6月，向阳城之敌发起进攻。8月，第十四军改隶第5集团军（总司令曾万钟）。后南调河南渑池、临汝、灵宝整训。1941年5月，参加中条山战役，第85师、第94师遭重创。第85师第253团副团长张祖农，第254团团长欧阳鹏、副团长陈新民，第94师第281团团长邱明牺牲，第94师师长刘明夏被俘。王连庆接任第94师师长。1941年7月，谷熹调离，张际鹏升任第85师师长。12月，被列入第一战区攻击军备选呈报。1942年1月，第十四军奉命按三十一年加强军（各师按加强师）编制进行整编，成立军炮兵营（后扩编为团）、军辎重团。3月，改隶第一战区直辖。7月，陈武升任第十四军副军长，沈向奎升任第83师师长。7月23日，与第九军、第十三军、第八十五军被选定为第一战区狙击军。10月19日，与第十三军被选定为第一战区突击作战部队。11月，改隶第36集团军建制。1943年3月，陈铁升任第4集团军副总司令，第85师师长张际鹏升任该军军长，王连庆调任第85师师长，第83师副师长张世光升任第94师师长。
1944年5月，参加豫中会战。
- 军长张际鹏
- 副军长陈鸿远、陈武
- 参谋长谭本良
- 第83师师长沈向奎 副师长陈永祥
- 第85师师长王连庆 副师长、代理师长陈德明
- 第94师师长张世光 副师长梅展翼

先后在龙门、洛阳、延秋、磁涧等地阻击日军进攻，并参加反攻陕州战斗。再次蒙受巨大损失，第253团团长刘顺康 、第254团团长谢世珍失踪。战后，军长张际鹏因“龙门之役身先士卒指挥若定达成迟滞敌人前进任务，延秋之役勇敢沉着击毁敌装甲部队甚多并获敌全部作战计划”获颁三等云麾勋章。第83师师长沈向奎因在延秋战役“指挥有方**获敌装甲第三师团中原会战整个计划”获颁四等云麾勋章。第94师师长张世光因“坚守洛阳达十八昼夜，亲督所部*歼突入城内之敌达成任务”获颁四等云麾勋章。第14军炮兵团第2营营长刘一璨、1连连长韩友兰、6连排长陈达元、上士炮长张振业、上士观测刘兴林，第85师第255团连长曾春琳、吴明光、杨济昌、黄国珍，第94师第281团连长李怀坛因功获颁陆海空军、干城等奖章。6月，在卢氏等地稍事休整后，于7月调四川綦江、璧山等地，归军事委员会直辖，由重庆卫戍总司令部指挥，负责重庆南面卫戍任务。 10月，张世光调升第18军副军长，第九补训处处长邹轸善继任第94师师长。12月，第94师裁撤，以该师为师底组建青年远征军第201师。
1945年1月，王连庆升任第14军副军长，第82师副师长王景渊调升第85师师长。2月，张际鹏调离，第10军副军长余锦源调升第14军军长。另将第九十三军第10师（师长王声溢）改隶该军。第10师和随后接任军长的罗广文，都是土木系的标志。3月20日开始，按三十四年度乙种军编制（国械）进行整编。4月，列入充实国械10个军30个师计划，各步兵营营部增设战防枪组，各师步兵连战防炮连山炮连特务连、团迫击炮连营迫击炮排的班长各配汤姆斯冲锋枪1挺。第10师师长王声溢调为军委会少将高参，谷炳奎升任第10师师长。5月，军炮兵团裁撤。
抗日战争胜利后，隶属重庆卫戍总司令部
- 军长罗广文（原第八十七军军长）
- 第10师，谷炳奎任师长
- 第83师，沈向奎任师长
- 第85师，王景渊任师长

1946年初该军改为整编第10师，
- 师长罗广文
- 副师长熊绶春
- 整编第10旅
- 整编第83旅
- 整编第85旅

1947年春该师由万县调至西安，参加西北战场作战和对关中地区的清剿。1947年底罗广文调任第10训练处处长，副师长熊绶春继任师长。先后参加了鲁西南战役后期作战、阻击刘邓大军千里跃进大别山的土山集战斗、大别山清剿战役、宛西战役、宛东战役、平汉路进攻战役等作战。
1948年9月恢复第十四军番号，隶属第12兵团：
- 军长熊绶春
- 副军长谷炳奎
- 参谋长梁岱
- 第10师，师长谷炳奎\张用斌\潘琦
- 第83师，师长谌湛
- 第85师，师长谭俊明/吴宗远

1948年12月11日，该军在淮海战役第二阶段作战中被全歼，军长熊绶春阵亡，军参谋长梁岱、第10师师长潘琦、第85师师长吴宗远被俘。
1949年1月，以该军残部重建第十四军
- 军长张际鹏、谷炳奎、傅正模

6月25日，第一百零二军编入该军，隶属第14编练司令部：
- 军长成刚
- 第10师，张用斌任师长
- 第62师，夏日长任师长
- 第63师，汤季楠任师长。

1949年8月4日，该军第63师一部在程潜、陈明仁领衔下，参加长沙起义。军部率第10、第62和第63师1个团南下被白崇禧收容，编入黄杰的第1兵团，参加了衡宝战役，该军第62、第63师被歼灭大部，残部在南逃广西战役被全歼。